# مراد تورون
مراد تورون (بالتركية: Murat Torun)‏ هو لاعب كرة قدم تركي في مركز الهجوم، ولد في 27 مايو 1994 في باقر كوي في تركيا. لعب مع أوردو سبور.

## وصلات خارجية
- مراد تورون على موقع اتحاد تركيا (لاعب) (الإنجليزية)
- مراد تورون على موقع قاعدة بيانات كرة القدم.إي يو (الإنجليزية)
- مراد تورون على موقع Soccerway.com (الإنجليزية)
- مراد تورون على موقع عالم كرة القدم.نت (الإنجليزية)